# Martin Roth (esesman)
Martin Roth (ur. 11 sierpnia 1914, zm. 6 lutego 2003) – zbrodniarz hitlerowski, członek załogi niemieckiego obozu koncentracyjnego Mauthausen-Gusen i SS-Hauptscharführer.
Od maja 1940 do kwietnia 1945 był kierownikiem krematorium w obozie głównym Mauthausen. Od marca 1942 brał również udział w masowych morderstwach więźniów za pomocą Cyklonu B w obozowych komorach gazowych, wskutek czego poniosło śmierć niemal 1700 więźniów i jeńców radzieckich. Roth uczestniczył również w egzekucjach przez rozstrzelanie i powieszenie. 24 lipca 1970 został skazany za wyżej wymienione zbrodnie na karę 7 lat pozbawienia wolności przez zachodnioniemiecki sąd w Hagen.